# Joey Wright
Joey Glenn Wright (Alton, 4 settembre 1968) è un ex cestista e allenatore di pallacanestro statunitense.

## Carriera

### Giocatore
Dopo aver giocato nei Bulldogs di Drake University nel 1986-87, si è trasferito alla University of Texas at Austin: ha giocato nei Texas Longhorns dal 1988 al 1991. Dopo la carriera universitaria, è stato selezionato al secondo giro del Draft NBA 1991, come 50ª scelta assoluta dai Phoenix Suns. Tuttavia Wright non ha mai militato in NBA: ha giocato prima in Global Basketball Association con i Memphis HotShots, divenuti Pensacola HotShots, e poi per alcuni all'estero.
Ha giocato nella Philippine Basketball Association con i Presto Ice Cream Kings, in Australian Basketball Association con i Geelong Supercats nel 1995-1996. Dopo un infortunio che non gli permise di proseguire la carriera, fece ritorno negli Stati Uniti, lavorando per sette anni nel settore immobiliare, intraprendendo contemporaneamente la carriera da allenatore.

### Allenatore
Ha esordito da allenatore negli Austin Cyclones in Southwest Basketball League nel 1997-1998. Nel 2001-2002 ha guidato la Regents School of Austin, e nella stagione successiva è stato assistente allenatore alla Saint Edward's University. Trasferitosi nella lega australiana NBL, ha guidato i Brisbane Bullets dal 2003 al 2008, vincendo il titolo nella stagione 2006-2007.
Dal 2009 al 2012 è stato capo allenatore dei Gold Coast Blaze, e dal 2013 al 2020 ha guidato gli Adelaide 36ers.